# Голод в Москве (1612)

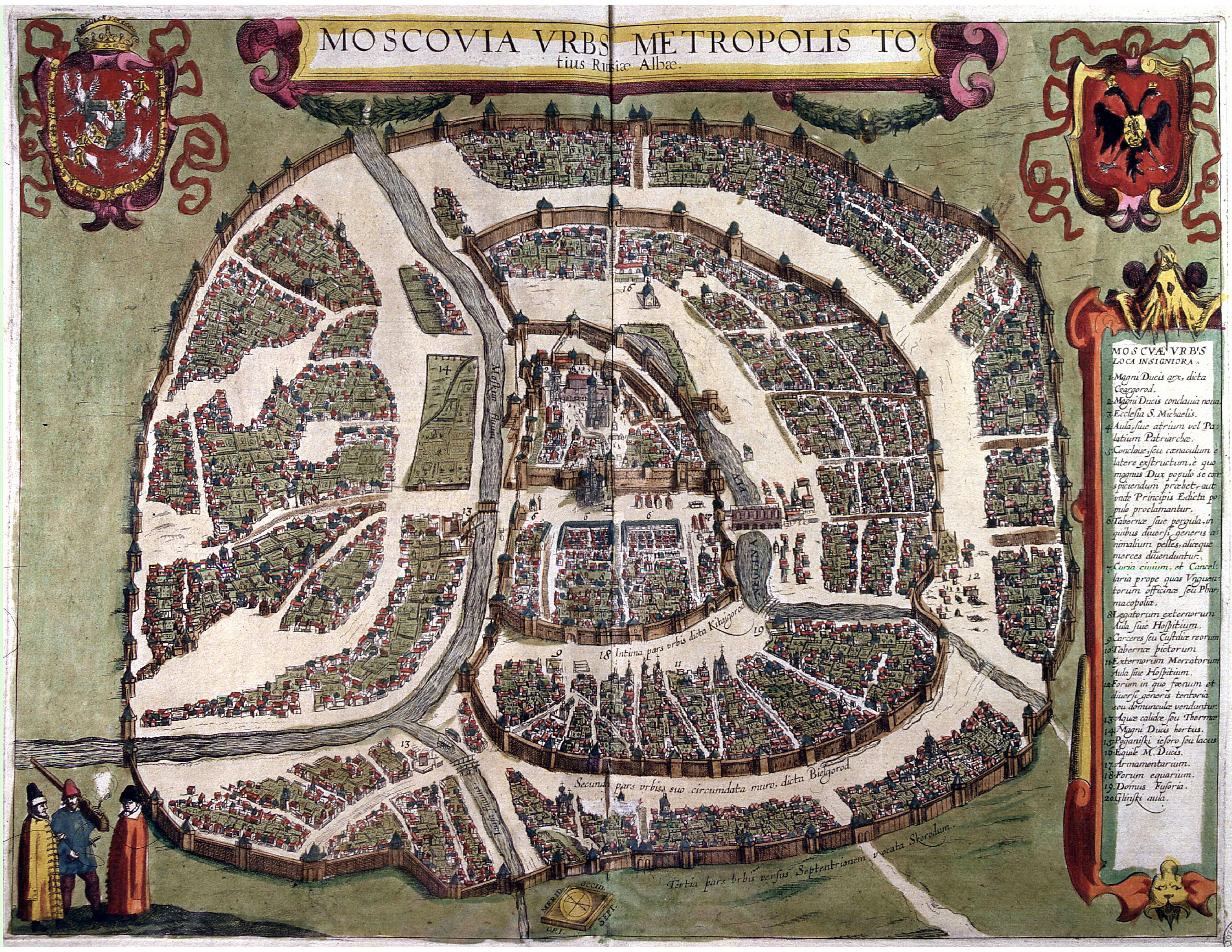
Сигизмундов чертёж Москвы, выполненный поляками, гравированный в 1610 году. Последний по времени план Москвы, составленный до разрушений 1612 года. План развёрнут на 90 градусов: север — справа, сверху — запад.

Московский голод 1612 года стал результатом осады Кремля и Китай-города силами Первого и Второго ополчений. От голода страдал не только запертый в Кремле польско-литовский гарнизон, но и обычные москвичи (среди осаждённых находился и будущий царь Михаил Фёдорович). Летом и осенью 1612 года отмечались многочисленные случаи людоедства.
Провизию для гарнизона собирал в Подмосковье полк Яна Петра Сапеги. В кормление польско-литовскому войску были выделены «стации» (области) к северо-востоку от Москвы. По свидетельству мемуариста Самуила Маскевича, «что кому понравилось, и у наибольшего боярина жена ли, дочь ли, брали их силой». После смерти Сапеги в сентябре 1611 года сложную задачу сбора провианта взял на себя Ян Кароль Ходкевич, гетман великий литовский.
Вся первая половина 1612 года выдалась аномально холодной. Особенно выдался снежным февраль. Начались гонения на церковь. Не выдержав мучений, 16 февраля скончался монах Гермоген. Не получая жалования, многие солдаты гарнизона составили конфедерацию и покинули русскую столицу. В городе начался голод. Спекулянты из Подмосковья сбывали в городе хлеб по 30-кратной цене. Хорунжий Будзило пишет, что от недостатка водки особенно страдали москвичи. Им же описана царившая в то время инфляция:

С 8 декабря по 26 декабря настолько страшный голод был и такая дороговизна: корова — 70 рублей, конины четв. — 20 злотых, курица — 5 злотых, кусок сала — 30 злотых, яйцо — 2 злотых, кварта паршивой водки — 12 злотых, пива гарнец — 2 злотых, меда гарнец — 8 злотых, воробей — 10 грошей, сорока или ворона — 15 грошей, жита четверть — 40 злотых. Кто не имел, за что купить, падалью должен был питаться.
В конце 1611 года до Кремля добрались возы с провиантом, собранным Самуилом Корецким. В январе 1612 года в Москву смог прорваться полк Будзилы. Он подвёз съестные припасы, которые на время облегчили положение с продовольствием. Подоспевшие позднее венгерские пехотинцы Феликса Невяровского не привезли продуктов и своим присутствием только ускорили возвращение бескормицы. Несколько возов зерна подвёз 25 июля Якуб Бобовский, но это была капля в море. Согласно сообщению одного из участников осады,

В Крепости голод такой великий, что иные уже от голода умирали, ели, что могли добыть. Собак, кошек, крыс, сухие шкуры (кожи) и людей даже… Пришли однажды к пану войсковому судье немцы, на голод жалуясь. Тот, не имея, что им дать, отдал им двух колодников, потом трёх, они их съели. И пахолики также когда их получили, так как немцы, словно как мед их съели.
Авраамий Палицын пишет, что после вступления в Кремль ополченцы «обретошя много тщанов и наполов плоти человеческиа солены и под стропами много трупу человеческого». В не менее мрачных тонах рисует ужасы осадного положения польский историк К. Валишевский:

Осаждённые пользовались для приготовления пищи греческими рукописями, найдя большую и бесценную коллекцию их в архивах Кремля. Вываривая пергамент, они добывали из него растительный клей, обманывающий их мучительный голод. Когда эти источники иссякли, они выкапывали трупы, потом стали убивать своих пленников, а с усилением горячечного бреда дошли до того, что начали пожирать друг друга; это — факт, не подлежащий ни малейшему сомнению: очевидец Будзило сообщает о последних днях осады невероятно ужасные подробности, которых не мог выдумать… Будзило называет лиц, отмечает числа: лейтенант и гайдук съели каждый по двое из своих сыновей; другой офицер съел свою мать! Сильнейшие пользовались слабыми, а здоровые — больными. Ссорились из-за мертвых, и к порождаемым жестоким безумием раздорам примешивались самые удивительные представления о справедливости. Один солдат жаловался, что люди из другой роты съели его родственника, тогда как по справедливости им должен был питаться он сам с товарищами. Обвиняемые ссылались на права полка на труп однополченца, и полковник не решился прекратить эту распрю, опасаясь, как бы проигравшая тяжбу сторона из мести за приговор не съела судью.
В августе в Москву вернулся из похода по верхневолжским землям гетман Ходкевич с 400 возами провианта. В ходе кровопролитных боев 22-24 августа/1-3 сентября 1612 года он приблизился к осаждённому Кремлю на 1800 метров, но, потеряв за 2 дня боев с силами обоих ополчений полторы тысячи воинов, был вынужден отступить. После этого судьба осаждённых была предрешена. В поисках съестного офицеры в то время стали нападать даже на боярские палаты:

Жолнер Воронец и козак Щербина, впадши в дом Федора Ивановича Мстиславского, почали шарпати, ищучи живности, и Мстиславский почал их упоминати; там же некоторый ударил его цеглою [кирпичем] у голову, же мало не умер. Доведался того пан Струсъ, казал обоих поймати: Воронца стято и поховано, а Шербину обесити казали, который з годину на шубеници не был; пехота зараз отрезали и на штуки зазрубали и изели.
Съеден был также и некий изменник, собиравшийся якобы открыть казакам ворота одной из кремлёвских башен. Силы Минина, Пожарского и Трубецкого 22 октября/1 ноября взяли приступом Китай-город, после чего Струсь открыл переговоры об условиях сдачи. Кремлёвский гарнизон капитулировал 28 октября/7 ноября, после чего голод прекратился.